# Галвестон (Техас)
Га́лвестон (англ. Galveston) — курортно-портовый город в США, расположенный в юго-восточной части штата Техас, на острове Галвестон у побережья Мексиканского залива. Административный центр одноимённого округа. По состоянию на 2005 год население составляет 57 466 жителей. 

## История
Остров Галвестон назван в честь испанского наместника Бернандо де Гальвес-и-Мадрида. В 1816 году на острове обосновался французский пират Луи-Мишель Ори, снабжавший отсюда оружием мексиканских повстанцев. После гибели Ори его логово на острове занял приватир Жан Лафит.
Первое постоянное поселение было основано на одноимённом острове в 1825 году, и уже в 1839 году оно получило статус города.
Гавань города в конце XIX — начале XX века была лучшей и самой цветущей в штате и на всем побережье Мексиканского залива.

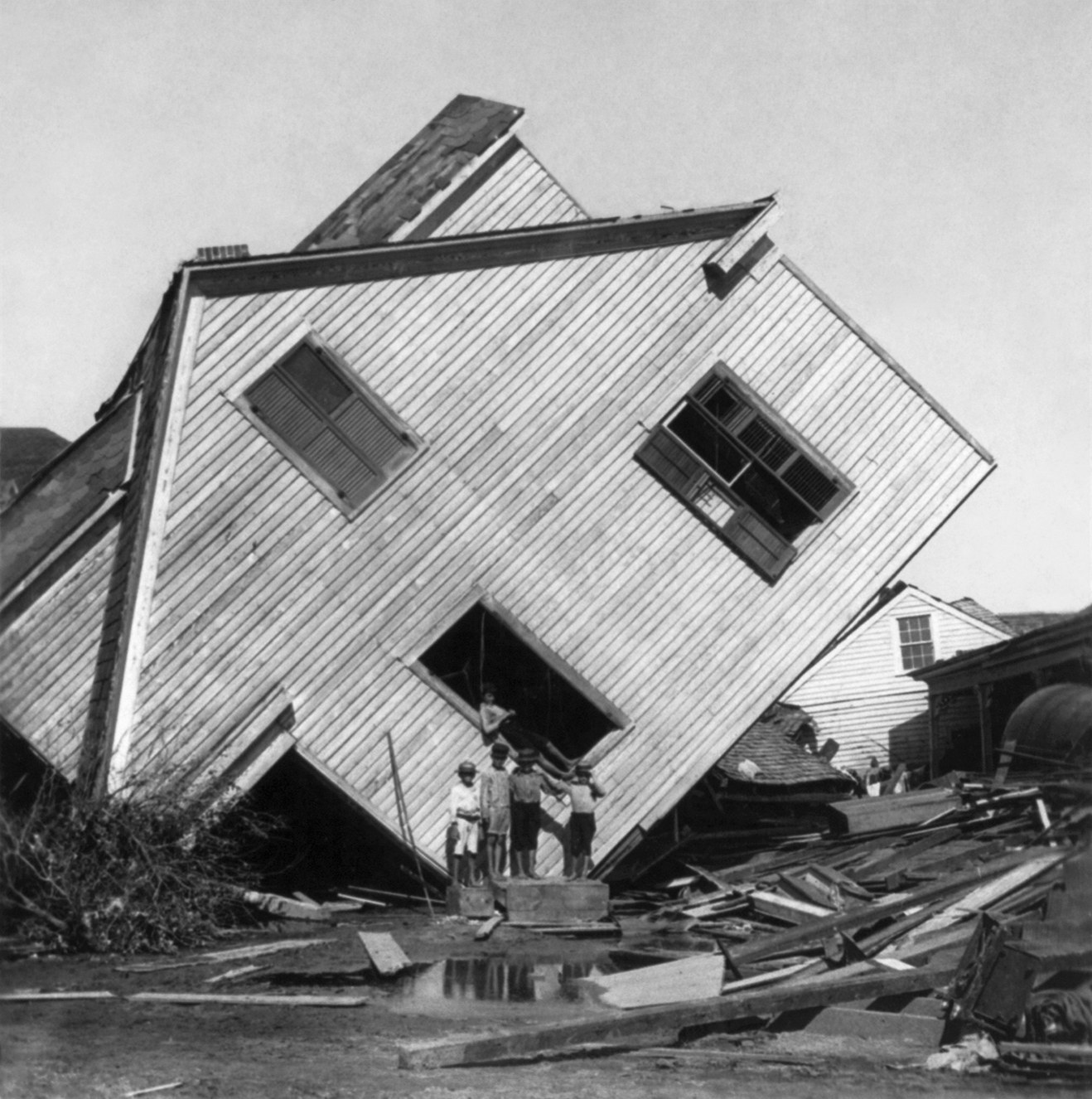
Последствия Великого шторма

8 сентября 1900 года город пережил разрушительный ураган с рекордным для США количеством жертв, однако это не остановило его быстрого развития.
В то время Галвестон являлся на юге наиболее значительным портом, связанным железнодорожной сетью с рядом больших торговых городов юго-западных и центральных штатов — Техаса, Айовы, Канзаса, Колорадо, Небраски, Миннесоты, Миссури, Дакоты и др. Вся эта часть Соединённых Штатов, ключом к которой является Галвестон, представляла в начале XX века такое же выгодное место поселения, каким был Нью-Йорк за несколько десятилетий до этого; эмигрантам, направляющимся из Европы в эти штаты, значительно выгоднее и ближе ехать через порты Мексиканского залива, минуя северо-восточные атлантические порты, а наиболее значительным из них являлся Галвестон. Это стало особенно актуально в связи с наступившим в октябре 1907 года экономическим кризисом в США, и с усилением ограничений въезда в страну, когда обострилась проблема равномерного распределения эмигрантов по всему материку Америки и отвлечении их из переполненных восточных в малонаселённые юго-западные штаты, где при усиливающейся индустрии имелся огромный спрос на рабочие руки.
С 20-х по 50-е годы город также был известен как Свободное государство Галвестон (англ. Free State of Galveston) из-за расцвета индустрии азартных игр и нелегальных питейных заведений.

## Общественный транспорт
В городе работают автобусные маршруты, а также трамвай (с 1988 года, см. галвестонский трамвай).

## Города-побратимы
- Армавир, Армения
- Тируванантапурам, Индия
- Веракрус, Мексика
- Ставангер, Норвегия
- Малага, Андалусия, Испания
- Ниигата, Япония
- Тамсуй[англ.], Тайвань

## Знаменитые уроженцы и жители
- Барри Уайт (1944—2003) — американский певец
- Марисела Очоа (1963—2011) — актриса и художница.
- Христофор (Ковачевич) (1928—2010) — епископ Сербской православной церкви
- Кинг Видор (1894—1982) — американский кинорежиссёр, сценарист.
- Джек Джонсон (1871—1946) — американский боксёр-профессионал
- Либерато, Лиана (род. 1995) — американская актриса